# St. Michael (Trabelsdorf)

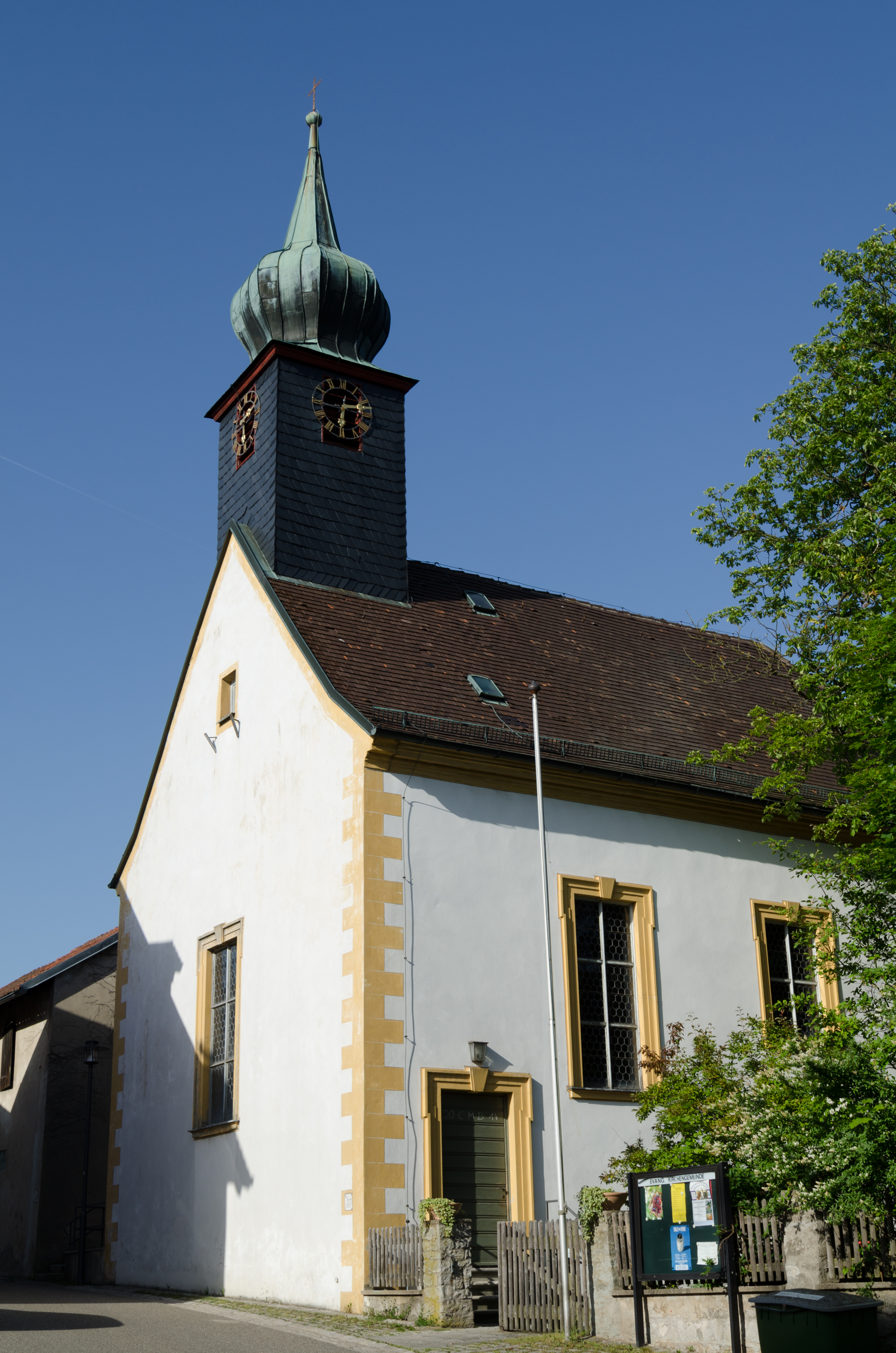
St. Michael (Trabelsdorf)

Die denkmalgeschützte, evangelisch-lutherische Michaelskirche steht in Trabelsdorf, einem Gemeindeteil der Gemeinde Lisberg im Landkreis Bamberg (Oberfranken, Bayern). Die Kirche ist unter der Denkmalnummer D-4-71-154-13 als Baudenkmal in der Bayerischen Denkmalliste eingetragen. Die Kirchengemeinde gehört zum Dekanat Bamberg im Kirchenkreis Bayreuth der Evangelisch-Lutherischen Kirche in Bayern.

## Geschichte
Eyrich von Münster ließ 1570 die erste Kirche erbauen, der Grundstein für das heutige Kirchengebäude wurde 1737 gelegt. Trabelsdorf ist mit mehreren anderen ritterschaftlichen Orten eine evangelische Enklave im katholisch geprägten Gebiet. Der Trabelsdorfer Friedhof befand sich bis zur Verlegung auf das neue Friedhofsgelände an der Weiherer Straße, um die Kirche.

## Beschreibung
Die Saalkirche wurde 1737 erbaut. Sie besteht aus einem Langhaus, bedeckt mit einem im Osten abgewalmten Satteldach, aus dem sich im Westen ein schiefergedeckter, quadratischer Dachreiter erhebt, der die Turmuhr und den Glockenstuhl beherbergt, und der mit einer Zwiebelhaube bedeckt ist. Über dem Altar steht die Orgel mit 12 Registern, 2 Manualen und einem Pedal, die 1933 von G. F. Steinmeyer & Co. in den alten Prospekt eingebaut wurde. Zur Kirchenausstattung gehören ferner eine Kanzel, ein Taufbecken und ein Opferstock.
Im Inneren der barock ausgestatteten Kirche Epitaphen und Ahnenwappen der Herren von Lisberg und Trabeldorf aus der Zeit von 1522 bis 1632 erhalten.